# Várkonyi Gábor (történész)
Várkonyi Gábor János (Salgótarján, 1962. december 29. –) magyar történész, az Eötvös Loránd Tudományegyetem Bölcsészettudományi Kar Történeti Intézet habilitált egyetemi docense, Fáma-díjas.

## Tanulmányai
1977 és 1981 között a salgótarjáni Bolyai János Gimnáziumban tanult, majd 1983 és 1988 között az ELTE Bölcsészettudományi Kar magyar-történelem szakos hallgatója volt, illetve az Eötvös Collegium tagja. PhD fokozatát 1997-ben szerezte meg, az ELTE-n, habilitációjára 2008-ban került sor. Kutatási területei: a kora újkori magyar politikai gondolkodás fejlődése; művelődés és társadalomtörténet; történeti ökológia; a társadalmi nemek története; a kora újkori angol követség működése Konstantinápolyban.

## Művei
- II. Rákóczy György esküvője; sajtó alá rend., jegyz.; ELTE, Bp., 1990 (Régi magyar történelmi források)
- Rákóczi Erzsébet levelei férjéhez, 1672-1707; szerk., előszó Benda Borbála, Várkonyi Gábor; Osiris, Bp., 2001 (Millenniumi magyar történelem. Források)
- A nők világa. Művelődés- és társadalomtörténeti tanulmányok; szerk. Fábri Anna, Várkonyi Gábor; Argumentum, Bp., 2007
- Ünnepek és hétköznapok. Művelődés és mentalitás a török kori Magyarországon; General Press, Bp., 2008
- Tünde Lengyelová–Várkonyi Gábor: Báthory. Zivot a smrt'; Ottovo, Praha, 2009
- Lengyel Tünde–Várkonyi Gábor: Báthory Erzsébet. Egy asszony élete; ford. Lacza Tihamér; General Press, Bp., 2010
- Báthory Erzsébet. Bűnös vagy áldozat?; Kossuth, Bp., 2016 (A magyar történelem rejtélyei)